# Актриса тисячоліття
«Актриса тисячоліття» (яп. 千年女優, Sennen Joyū, також Акторка тисячоліття) — японський анімаційний фільм 2001 року у жанрі драма режисера Сатоші Кона та студії Madhouse. Має в основі біографії акторок Сецуко Хари та Такаміне Хідеко. Фільм розповідає про двох творців документального фільму, які беруть інтерв'ю у відомої колишньої акторки. Через сцени з фільмів акторка розповідає про своє життя, стираючи різницю між реальністю та кіно.

## Сюжет
Фільм починається зі сцени відправлення жінки на космічному кораблі з Місяця. За цим спостерігає через телевізор чоловік, який не одразу помічає, що почався невеликий землетрус. Виявляється, що це була лише сцена з кінофільму.
Ґен'я Тачібана, телевізійний інтерв'юер, та його оператор Кьоджі Іда вирушають за новою роботою: Чійоко Фуджівара — найвідоміша зірка Ginei Studios, престижної кіностудії, яка, втім, перебуває на межі банкрутства. Акторка погодилася дати ексклюзивне ретроспективне інтерв'ю про свою кар'єру. Коли вони зустрічаються, Ґен'я дає їй ключ, який, як він вважає, вона загубила на студії. Це спонукає Чійоко до роздумів про свою кар'єру. Вона каже, що це ключ від «найважливішої речі в її житті». Знову стається підземний поштовх, колишня акторка переконана, що це знак, адже всі поворотні моменти її життя супроводжували землетруси.
З її розповіді стає відомо, що Чійоко народилася в Канто. Хоча батько загинув при землетрусі, він лишив кондитерську крамницю, котра забезпечила родині безбідне життя. В часи Другої світової війни Чійоко була школяркою і її помітив директор студії Ginei. Він хотів дати їй роль у пропагандистському фільмі, але її мати різко проти, переконана, що дочці належить успадкувати крамницю, одружитися і ростити дітей. Пішовши з дому, Чійко зустрічає втікача, котрого розшукує детектив. Дівчина обманює детектива та переховує втікача на складі крамниці. Той виявляється художником з Манчжурії та дарує Чійоко ключ (імовірно від свого саквояжа), обіцяючи наступного дня показати, від чого він. Але художника знаходять і він тікає на потязі. Чійоко не встигає наздогнати його, в неї лишається тільки загадковий ключ. Ґен'я та Кьоджі розуміють, що ця історія лягла в основу одного з фільмів.
Закохана в художника, Чійоко погоджується вирушити на знімання в Манчжурію, аби розшукати його. Пливучи туди на пароплаві, Чійко стикається з Отакі, сином директора студії. Між зніманням Чійоко звертається до місцевого ворожбита, котрий каже, що знає, де її коханий. Дівчина тікає зі зйомок, але дорогою на потяг, де вона їде, нападають бандити.
Коли Чійоко торкається ключа, дія несподівано дія переноситься в середньовічну Японію. Чійоко виступає в ролі принцеси під час штурму замку. Побачивши смерть свого хазяїна-сьоґуна Наґато, Чійоко думає заколотись мечем, але її зупиняє чаклунка. Вона дає випити зілля зі словами, що принцеса зустрінеться з Наґато в іншому житті. Згодом Чійоко рятує самурай, який доповідає, що сьоґун не мертвий, а насправді потрапив у полон. Минає якийсь час і Чійоко, одягнувши обладунки, очолює армію, що штурмує ворожий замок. Однак Наґато там не виявляється, Чійоко стає куноїті й нападає на конвой, що мав везти полоненого. Ворожа куноїті розповідає: сьоґун уже в столиці і скоро його стратять. На допомогу приходить слуга, котрий виграє для Чійоко час, аби втекти.
Історія продовжується всередині іншого фільму, де Чійоко — зухвала гейша в XIX столітті. Клієнт допомагає їй утекти, щоб Чійоко передала в'язневі міської тюрми ключ. В'язень тим часом тікає, Чійоко знаходить його, але погоня вже близько і він каже зберегти ключ до наступної зустрічі. Сторожа підозрює, що Чійоко знає, де він, але несподівано з'являється повстанець, що дає нагоду втекти.
Через низку кадрів фільмів Чійоко опиняється в стрічці, що оповідає про її власну юність. Поліція вислідковує Чійоко, підозрюючи про її зв'язок з утікачем. У в'язниці Чійоко не зізнається ні в чому, а згодом її визволяє якийсь чоловік, підкупивши охорону. На подвір'ї вона бачить художника, проте не встигає наздогнати.
Історія продовжується наприкінці Другої світової війни. Родинна крамничка виявляється знищена, на стіні зруйнованого складу Чійоко виявляє свій портрет з обіцянкою зустрітись. Вона стає заробляти на життя як акторка і з часом здобуває славу. Чійоко сподівається, що художник побачить якийсь фільм з нею та дасть про себе знати. Кожна стрічка так чи інакше описує історію її кохання, що стає запорукою її щирої гри. Отакі залицяється до Чійоко, мати наполягає, що він найкраща пара. Врешті мати викрадає в неї ключ як єдине нагадування про художника.
Невдовзі після зникнення ключа Чійоко одружується з Отакі. Якось вона знаходить ключ, після цього її відвідує каліка, котрий виявляється колишнім поліцейським. Він просить вибачення за те, що переслідував Чійоко, та передає їй послання, залишене художником. У ньому написано, що художник після війни планує повернутись додому, на Хоккайдо. Чійоко вирушає туди, але нікого не знаходить.
На зніманні фантастичного фільму стається землетрус, Чійоко губить ключ, коли її рятує молотий тоді Ґен'я. В шоломі їй ввижається на місці власного відображення стара чаклунка. Після цього випадку Чійоко покидає кар'єру. Вона більше не шукає художника, щоб той не побачив її старою. Ґен'я забирає ключ і зберігає його тридцять років. Він зізнається, що завжди був шанувальником геніальної акторки. Новий підземний поштовх руйнує будинок, Чійоко потрапляє в лікарню.
Кьоджі запитує в Ґен'ї, чи Чійоко знайшла-таки свого коханого. Той розповідає, що поліцейський, який передав послання, потім розказав і про художника. Поліцейський убив його, не отримавши зізнань. Чійоко відчуває, що скоро помре, та каже, що вирушає на пошуки художника в іншому житті. Зрештою, саме пошуки вона полюбила найбільше.

## Ролі озвучували
| Персонаж                            | Сейю                                                                                       |
| ----------------------------------- | ------------------------------------------------------------------------------------------ |
| Фуджівара Чійоко                    | Шьоджі Мійоко (1970-ті) Койома Мамі (1920-ті — 1940-ві) Орікаса Фуміко (1910-ті — 1920-ті) |
| Тачібана Ґен'я                      | Іідзука Шьодзо Сато Масамічі (молодий)                                                     |
| Іда Кьоджі                          | Оносака Масая                                                                              |
| Шімао Ейко                          | Цуда Шьоко                                                                                 |
| Отакі Джюн'ічі                      | Судзуокі Хіротака                                                                          |
| Міно                                | Катаока Томіе                                                                              |
| Головний службовець                 | Ішіморі Такко                                                                              |
| Керуючий директор у «Ginei Studios» | Токумару Кан                                                                               |
| Мати Чійоко                         | Кьода Хісако                                                                               |
| Чоловік з ключем                    | Ямадера Коічі                                                                              |
| Чоловік зі шрамом                   | Цукаяма Масане                                                                             |

## Історія створення
Після виходу попереднього фільму Сатоші Кона, «Perfect Blue», Кон мав намір взятися за адаптацію роману Цуцуй Ясутаки «Paprika» (1993) як свого наступного фільму. Втім, ці плани були призупинені, коли компанія-дистриб'ютор «Perfect Blue», Rex Entertainment, збанкрутувала. Анімаційний фільм «Актриса тисячоліття» мав приблизний бюджет 1,2 млн $. Сценарій фільму написав Садаюкі Мурай, який використовував безшовні з'єднання між ілюзією та реальністю, щоб створити «подібний до тромплею фільм». Фільм «Актриса тисячоліття» став першою роботою Сатоші Кона, до створення якого був залучений Хірасава Сусуму, прихильником чиєї музикальної творчості тривалий час був Кон.
Працюючи над створенням «Актриси тисячоліття», Кон створив унікальне поєднання як своїх спогадів, так і своєї уяви, прагнучи зробити «Актрису тисячоліття» та «Perfect Blue» двома різними інтерпретаціями однієї ідеї; історія розповідається з двох різних кутів зору. Його наміром було створити два споріднені фільми. Є припущення, що обидва фільми мають стосунок до феміністичної концепції «чоловічого погляду». У «Perfect Blue» цей погляд зображений негативним, патріархальним, проте в «Актриса тисячоліття» він поданий у позитивнішому світлі, даючи змогу Чійоко зберегти свою індивідуальність незаплямованою. У фільмі є різні відсилання до японської історії, зокрема до періоду Едо та Маньчжоу-Го.

### Саундтрек
| #   | Назва                           | Тривалість |
| --- | ------------------------------- | ---------- |
| 1.  | «Lotus Gate (Landscape-1)»      | 5:06       |
| 2.  | «千代子のテーマ Mode-1»         | 3:48       |
| 3.  | «希求の門»                      | 3:31       |
| 4.  | «Circle In Circle (Kun Mae #3)» | 4:08       |
| 5.  | «千代子のテーマ Mode-2»         | 3:50       |
| 6.  | «縦烈風»                        | 3:08       |
| 7.  | «鍵の君»                        | 5:11       |
| 8.  | «Log Out (Kun Mae #1)»          | 3:15       |
| 9.  | «千代子のテーマ Mode-3»         | 1:06       |
| 10. | «Run»                           | 3:59       |
| 11. | «Actress In Time Layers»        | 5:51       |
| 12. | «ロタティオン (LOTUS-2)»        | 3:55       |

## Прокат та касові збори
В Україні анімаційний фільм демонструвався 4 травня 2013 року (Рівне), 15 квітня 2018 року (Львів, Фестиваль мультфільмів для дорослих, мовою оригіналу з українськими субтитрами) та 1 січня 2019 року (Львів, із субтитрами).

### Касові збори
З комерційної точки зору фільм продемонстрував скромні результати у США, заробивши $18 732 у вихідні виходу і $37 285 упродовж усіх трьох тижнів у прокаті.

## Сприйняття
Анімаційний фільм «Актриса тисячоліття» отримав схвальні відгуки критики, отримавши 92 % схвальних рецензій на вебсайті Rotten Tomatoes.
Критик Los Angeles Times Кеннет Туран назвав фільм «думками про місце кіно в нашій особистій та колективній підсвідомості, „Актриса тисячоліття“ захоплююче заходить туди, куди фільми зазвичай не заходять».
Кевін М. Вільямс з Chicago Tribune дав фільму 4 зірки і висловив своє ставлення до фільму так: «Твір кінематографічного мистецтва. Це сучасна японська анімація у своєму найкращому вигляді […] Це анімація, проте вона людяна і торкнеться душі кожного, хто сильно кохав».
У лютому 2004 року Cinefantastique додав це аніме до списку з 10 істотних анімаційних робіт, заявивши, що воно «є новим розвитком аніме, коли технічні досягнення 40 років нарешті повною мірою використовуються для емоційно багатої історії».

### Нагороди та номінації
Список нагород відповідно до даних сайту IMDb:
| Рік  | Нагорода                                         | Категорія                                                  | Номінант                                       | Результат |
| ---- | ------------------------------------------------ | ---------------------------------------------------------- | ---------------------------------------------- | --------- |
| 2001 | Кінофестиваль «FanTasia»                         | Найкращий анімаційний фільм                                | Кон Сатоші                                     | Перемога  |
| 2001 | Кінофестиваль «FanTasia»                         | Fantasia Ground-Breaker Award                              | Кон Сатоші                                     | Перемога  |
| 2001 | Кінофестиваль у Сіджасі                          | Orient Express Award                                       | Кон Сатоші                                     | Перемога  |
| 2003 | Tokyo Anime Award                                | Notable Entry (категорія вітчизняних художніх фільмів)     | Кон Сатоші                                     | Перемога  |
| 2003 | Tokyo Anime Award                                | Найкраща робота художника-постановника (категорія фільмів) | Іке Нобутака                                   | Перемога  |
| 2003 | Майніті                                          | Премія імені Офуджі Нобуро                                 | Кон Сатоші                                     | Перемога  |
| 2004 | Енні                                             | Видатні досягнення в анімаційній театральній постановці    | «Актриса тисячоліття»                          | Номінація |
| 2004 | Енні                                             | Видатна режисура в анімаційному виробництві                | Кон Сатоші                                     | Номінація |
| 2004 | Енні                                             | Видатне озвучення в анімаційному художньому фільмі         | Шьоджі Мійоко (озвучення Чійоко Фуджівари)     | Номінація |
| 2004 | Енні                                             | Видатний сценарій в анімаційному художньому фільмі         | Кон Сатоші, Мурай Садаюкі                      | Номінація |
| 2004 | Сатурн                                           | Найкраще DVD-видання                                       | «Актриса тисячоліття»                          | Номінація |
| 2004 | Супутник                                         | Найкращий анімаційний або комбінований фільм               | «Актриса тисячоліття»                          | Номінація |
| 2004 | Golden Reel Award (Motion Picture Sound Editors) | Найкращий звуковий монтаж у художньому фільмі              | Міма Масафумі (контролюючий звуковой редактор) | Номінація |
| 2004 | OFCS Award                                       | Найкращий анімаційний фільм                                | «Актриса тисячоліття»                          | Номінація |